# Arrondissement des Parcelles Assainies
Das Arrondissement des Parcelles Assainies ist eines der vier Arrondissements, in die das Département Dakar gegliedert ist, das seinerseits deckungsgleich ist mit dem Stadtgebiet der Metropole Ville de Dakar, der Hauptstadt Senegals. Das Arrondissement umfasst vier Stadtbezirke, denen jeweils der Status einer Gemeinde (commune) zukommt.

## Geografie
Das Arrondissement liegt im Norden der Cap-Vert-Halbinsel und umfasst den Nordosten und die jüngsten und bevölkerungsreichsten Stadtteile der Metropole. Das Arrondissement hat nach Angaben zum Zensus 2023 eine Fläche von 15,308 km² (zuvor 14,7 km²).

## Bevölkerung

Arrondissements und Stadtbezirke in Dakar

Die letzten Volkszählungen ergaben für das Arrondissement jeweils folgende Einwohnerzahlen:
| Stadtbezirk             | Fläche km² | Einwohner 2002 | Einwohner 2013 | Einwohner 2023 |
| ----------------------- | ---------- | -------------- | -------------- | -------------- |
| Grand Yoff              | 6,241      | 128.740        | 185.503        | 186.775        |
| Patte d’Oie             | 3,201      | 27.114         | 41.106         | 46.821         |
| Parcelles Assainies     | 3,892      | 127.947        | 159.498        | 167.671        |
| Cambérène               | 1,974      | 36.892         | 52.420         | 71.432         |
| Arrondissement zusammen | 15,308     | 320.693        | 438.527        | 472.699        |